# 金曜報道スペシャル
『金曜報道スペシャル』（きんようほうどうスペシャル）は、2017年4月7日から2018年3月30日までテレビ大阪で毎週金曜日の17:15 - 17:55（JST）に関西ローカルで放送していたニュース・報道番組である。

## 概要
2015年3月30日から2017年3月31日まで放送されていた『ニュースリアルFRIDAY』の放送枠を引き継ぐ報道番組で、同番組終盤（2016年9月30日以降）のサブキャスターだった庄野数馬をMC（メインキャスター）に起用。テレビ大阪制作の番組（『たかじんNOマネー』シリーズなど）に長らく出演していた既婚者の眞鍋かをりをレギュラーコメンテーターに迎えて、「女性に分かりやすいニュース」をコンセプトに、サービスエリアの大阪府内などで起きている問題を番組独自の目線で深く掘り下げる。
当番組では、「あなたが今知りたいニュース」をテーマに、あらかじめ街頭インタビューを実施。その結果を踏まえて徹底的に取材した特集の映像を、前半と後半に1本ずつ放送する。前半の特集では、テレビ大阪報道局の記者が、週替わりで1名ずつ取材を担当する。しかし、庄野にテレビ大阪の就業規則違反を疑われる問題が浮上したため、庄野は2017年12月15日放送分で降板（同月26日付で編成局アナウンス部から編成局長付へ異動）。同年の最終放送（12月22日）では、サブキャスターの井下育恵（出演時点ではテレビ大阪の契約アナウンサー）がMCを務めるとともに、コメンテーター（眞鍋と倉田真由美）・気象キャスター（堀奈津子）を含めて出演者を女性で統一させた。
当番組は、2018年3月30日放送分で終了。同年の初回放送（1月5日）から単独でレギュラーMCを務めてきた井下も、テレビ大阪との契約期間満了（翌31日）を機に退社した。なお、テレビ大阪では放送終了の翌週（4月2日）から、毎週月 - 金曜日の16:44 - 17:25に『やさしいニュース』を新たに編成。当番組最後期（同年1月以降）のキャスター陣から中川と堀を続投させる一方で、16:54 - 17:15に『ゆうがたサテライト』の全国ネットパートを内包させる。

## 過去の出演者
◎：出演時点でテレビ大阪アナウンサー

### 番組終了時点での出演者
キャスター
- 井下育恵◎（2017年12月15日放送分まではサブキャスター）
- 中川栞◎（2017年12月15日放送分まではフィールドキャスター）

リポーター
- 福谷清志◎（2018年1月5日放送分から）

気象キャスター
- 堀奈津子（気象予報士、「コレカラ天気」を担当）

福谷以外の人物は、月 - 木曜日17時台のローカルニュース『ニュースリアルKANSAI』（『ニュースリアルFRIDAY』の母体番組）にも出演。
レギュラーコメンテーター
- 眞鍋かをり（タレント）
  - 当番組では2017年10月27日放送分から、「週刊眞鍋」（眞鍋が選んだテーマに沿ってトークを展開するコーナー）を編成。

ゲストコメンテーター
- 毎週1名（倉田真由美・谷口真由美[4]・須田慎一郎[5]・大桃美代子・三船美佳など）

### 番組終了時点よりも前の出演者
- 庄野数馬（メインキャスター、出演時点ではテレビ大阪アナウンサー、2017年月331日 - 12月15日）